# Бранко Делетић
Бранко Делетић (Грачаница, код Андријевице, 1915 — Краље, код Андријевице, 22. април 1942) био је правник, учесник Народноослободилачке борбе и народни херој Југославије.

## Биографија
Рођен је 1915. године у селу Грачаници, код Андријевице. Потицао је из чиновничке породице. Основну школу је завршио у родном месту, а гимназију је похађао у Беранама и Подгорици.
Као ученик шестог разреда Подогоричке гимназије, укључио се у омладински револуционарни покрет. После завршене матуре, студирао је на Правном факултету у Београду, где је активно учествовао у студентском револуционарном покрету. У чланство Комунистичке партије Југославије (КПЈ) примљен је 1936. године.
Поред партијске активности, међу студентима на Београдском универзитету, Бранко је политички деловао и у родном крају, где је често одлаизио. Октобра 1936. године је био изабран за члана Месног комитета КПЈ за Анрријевицу, а био је и члан привременог партијског руководства у Беранама. Због револуционарне активности, више пута је био хапшен и прогањан од стране полиције. Године 1940. је завршио студије и вратио се у родни крај, где је одмах потом био изабран у Окружни комитет КПЈ за Колашин, Беране и Андријевицу.
После окупације Југославије, 1941. године активно је радио на организовању устанка. Као члан Окружног комитета, 14. јула 1941. године је присуствовао седници Месног комитета за Андријевицу и пренио директиву ЦК КПЈ и Покрајинског комитета КПЈ за Црну Гору, Боку и Санџак о дизању оружаног устанка у Црној Гори. За кратко време организоване су устаничке снаге, које су већ 16. јула ослободиле Андријевицу. Бранко је по ослобођењу Андријевице, активно радио на организовању живота на ослобођеној територији и њеној одбрани од италијанских окупаторских снага, али и од муслиманско-албанских плаћеничких банди. Посебно се борио против схватања грађанских политичара, који су говорили да је борба против окупатора преурањена. Био је један од организатора Среског националноослободилачког одбора, 21. јула 1941. године у Андријевици, као и других војно-позадинских органа у андријевичком срезу.
Септембра 1941. године, након слабљења устанка у Црној Гори, Бранко је био изабран за секретара Месног комитета КПЈ за Андријевицу. Тада се ангажовао на окупљању, обнављању, омасовљавању и консолидацији партијских организација у андријевичком срезу, чији рад је био поремећен у току непријатељске офанзиве. Поред тога, радио је на поновној организацији герилских партизанских одреда и припремао нове борце за попуну партизанских јединица.
Захваљујући његовом раду, број бораца у герилским одредима андријевичког среза се попео на више од две стотине људи, па је 11. новембра 1941. године, формиран Комски партизански одред. Бранко је тада постао политички комесар овог одреда. Касније је, одлуком Покрајинског комитета КПЈ и Главног штаба НОП одреда Црне Горе и Боке, био одређен за политичког комесара Андријевичког партизанског батаљона. Ово је био изузетно тежак период, јер се Бранко, на политичком плану морао борити и против четничких снага, које су се отворено стављале у службу италијанског окупатора.
У веома тешким данима за партизански покрет у Горњем Полимљу, 22. априла 1942. године, његову групу су опколили четници изнад засеока Токов Лаз, у близини села Краље, код Андријевице. У неравноправној борби, Бранко се борио до последњег метка и погинуо, заједно са Бајом Јојићем (1916–1942), такође истакнутим комунистом андријевичког краја.
Указом Председништва Антифашистичког већа народног ослобођења Југославије (АВНОЈ) 11. јула 1945. постхумно је одликован Орденом заслуга за народ првог реда. Указом Президијума Народне скупштине ФНР Југославије 12. јула 1949. проглашен је за народног хероја.
Читава Бранкова породица, учествовала је у Народноослободилачкој борби — отац Милић Делетић (1882–1942), као и браћа Слободан и Славко, а рат је преживела једино мајка Симона.